# Étienne Laclotte
Pour les articles homonymes, voir Laclotte.
Étienne Laclotte (1728-1812) est un architecte bordelais.

## Biographie
Jean Laclotte est architecte. Ses trois fils, Étienne, Michel et Jean, forment à partir de 1761 une société exerçant les professions d’architecte et entrepreneur, qui aura une place dominante dans la deuxième moitié du XVIIIe siècle parmi la corporation des maîtres maçons de Bordeaux. Michel Laclotte quitte la société en 1772, l'architecte Blaise Despujols le remplace dans la societe. Celle-ci est dissoute de fait en 1794 à la mort de Jean Laclotte,.

## Réalisations
Originaire de Bordeaux, Étienne Laclotte a construit de nombreux édifices dans la région bordelaise.
- Le Pavé des Chartrons à Bordeaux[5].
- Château Labottière, construit avec son frère Jean Laclotte de 1770 à 1773 pour Étienne Labottière, un bourgeois de Bordeaux, synthèse du « goût à la grecque » ; elle est le témoin de l'art de vivre au XVIIIe siècle. Classé monument historique en 1938[6], l’hôtel a fait l’objet d'une rénovation[7].
- Hôtel de Lalande, un hôtel particulier où est installé le Musée des Arts décoratifs et du design, construit en 1779 dont le style reflète une certaine sobriété par rapport aux constructions bordelaises du début du XVIIIe siècle.
- Château Bertranon à Sainte-Croix-du-Mont en Gironde construit avec son père Jean Laclotte [8].
- Château de Virazeil à Virazeil pour la partie construite en 1770-1774 pour Jacques Daugeard, président à mortier du parlement de Bordeaux. Le château a été aussi attribué à Victor Louis.
- L'hôtel Castelnau-d'Auros en 1775 pour Pierre de Castelnau, baron d'Auros[9] et conseiller au parlement de Bordeaux.
- L'hôtel Bonnaffé, situé dans l'îlot Bonnaffé, entre la place de la Comédie, la rue Sainte-Catherine et la rue de la Maison-Daurade. Il sera construit entre 1783 et 1785.
- L'annexe de l'église Sainte-Croix au Pont-du-Guit dans le quartier Belcier: cette chapelle Saint-Benoît sera transformée en entrepôt dès 1797, le pont resta en l'état jusqu'à la construction de la gare du Midi[10].

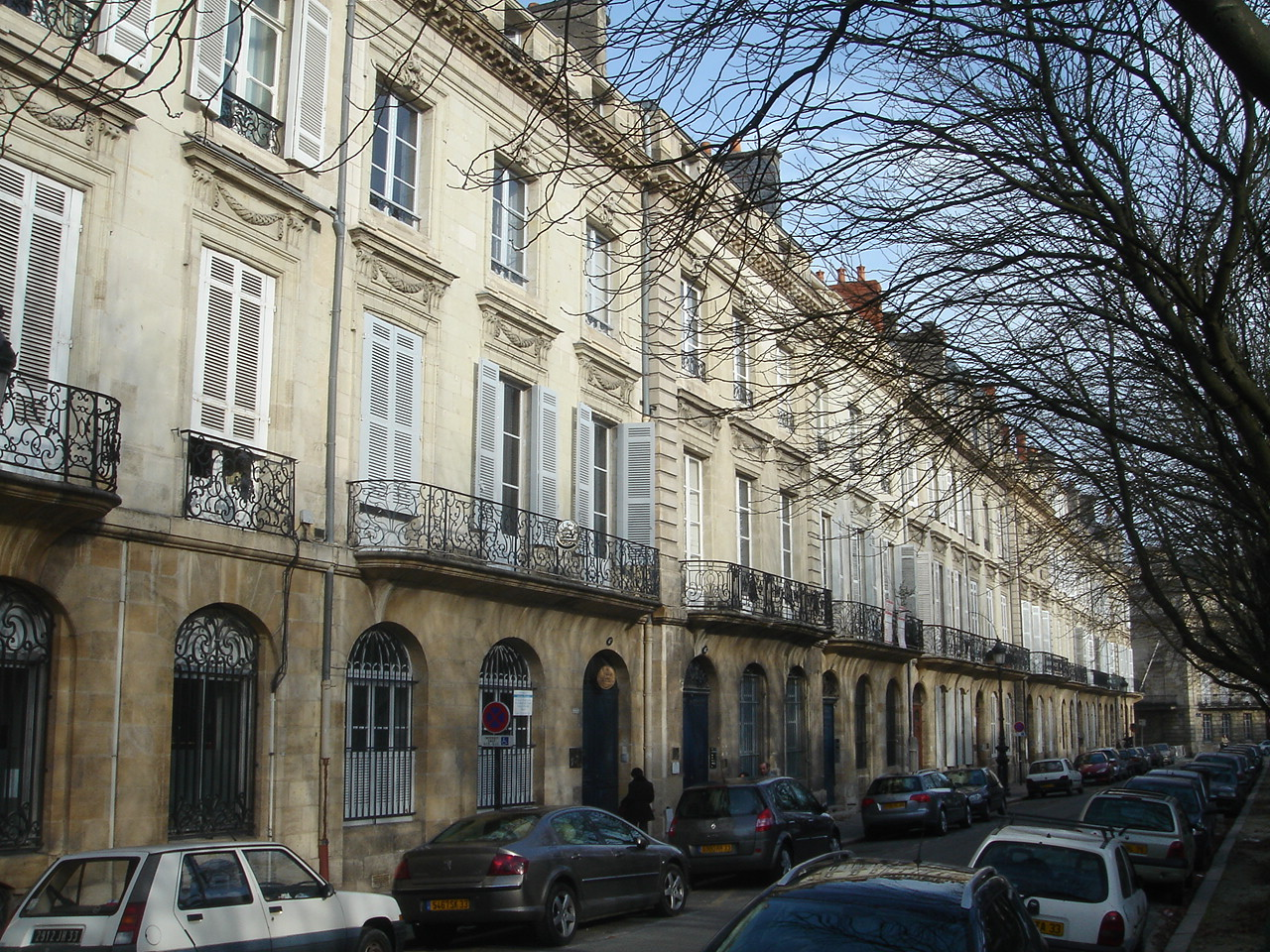
Pavé des Chartrons (1765)
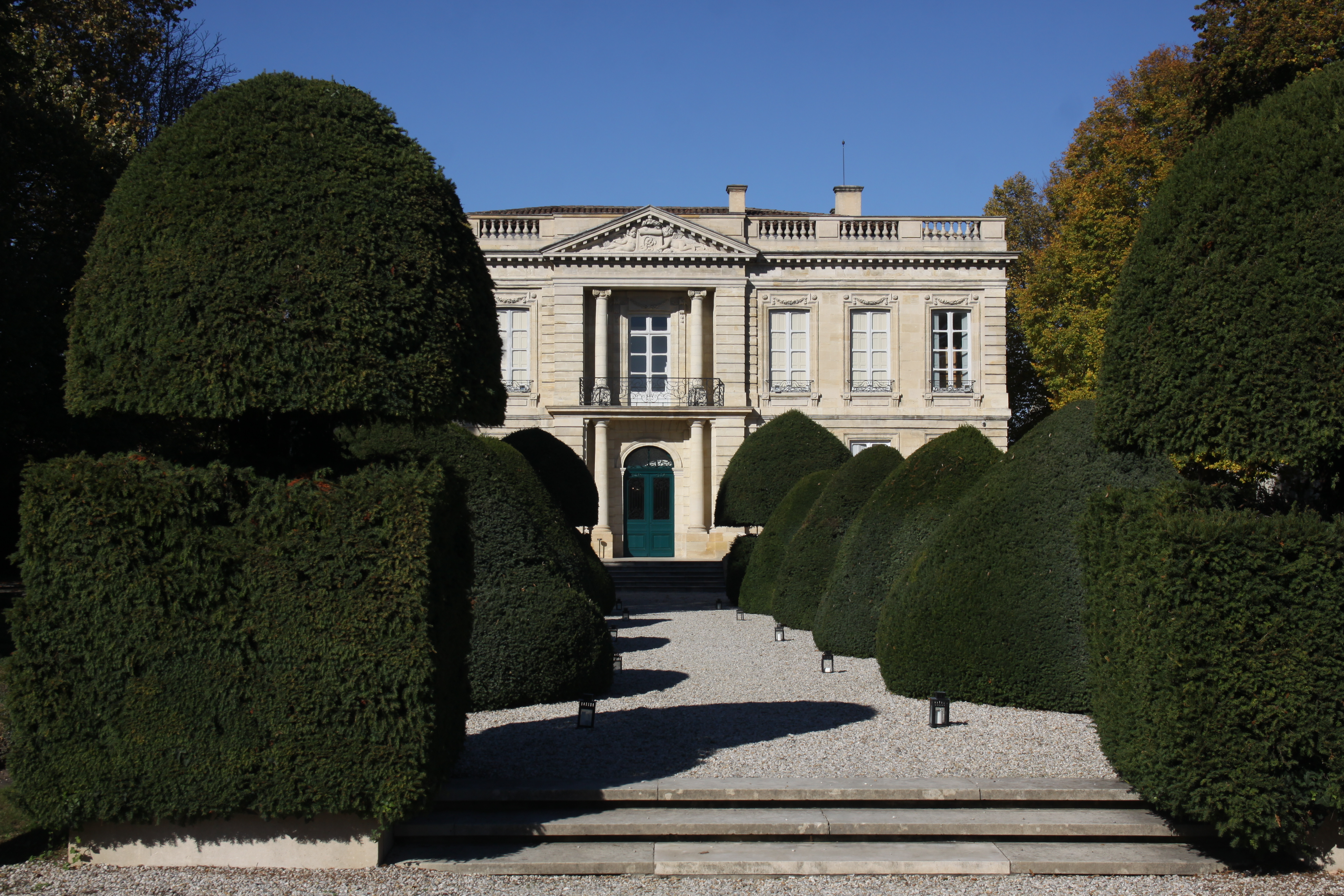
Château Labottière (1773).
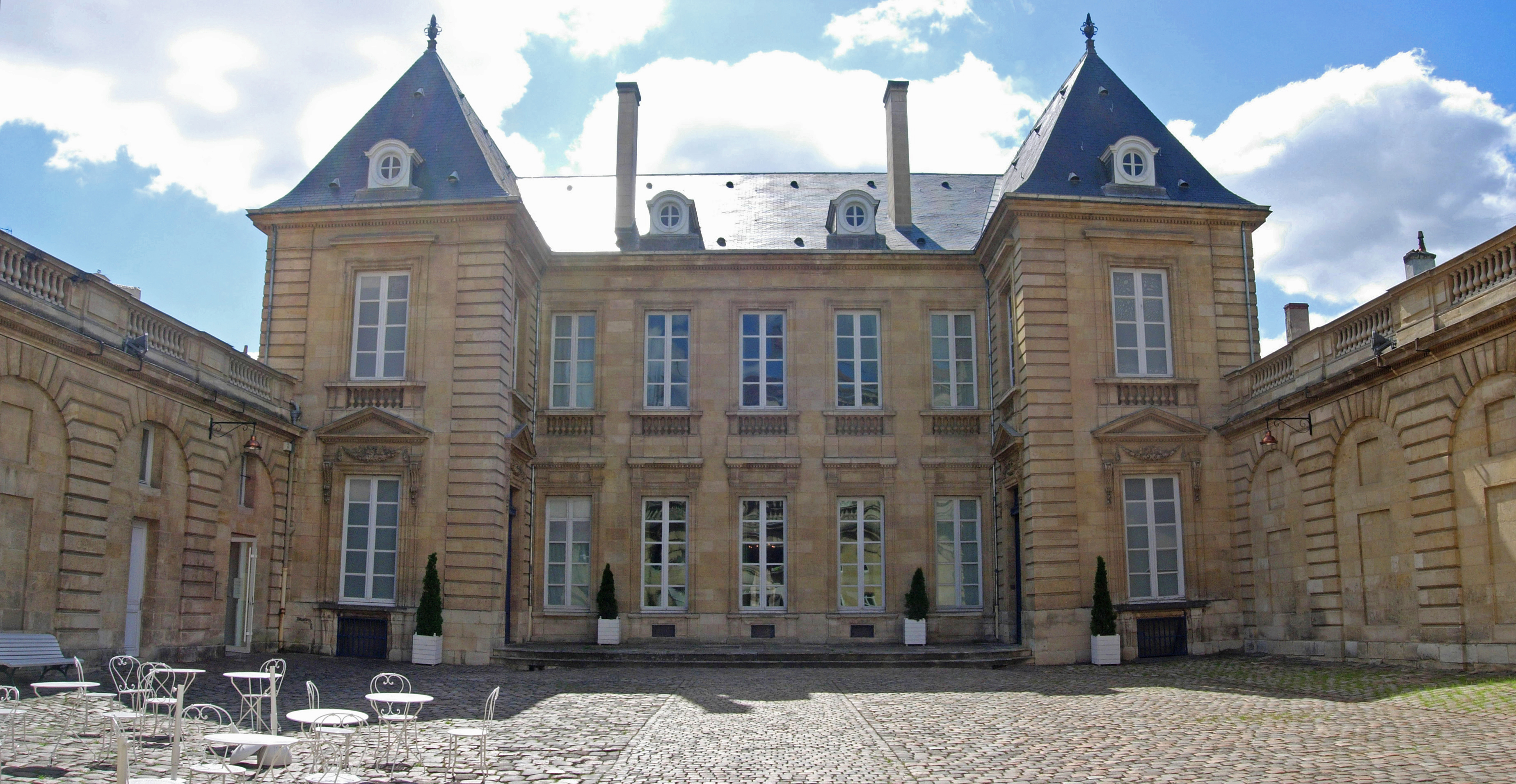
Hôtel de Lalande (1779).
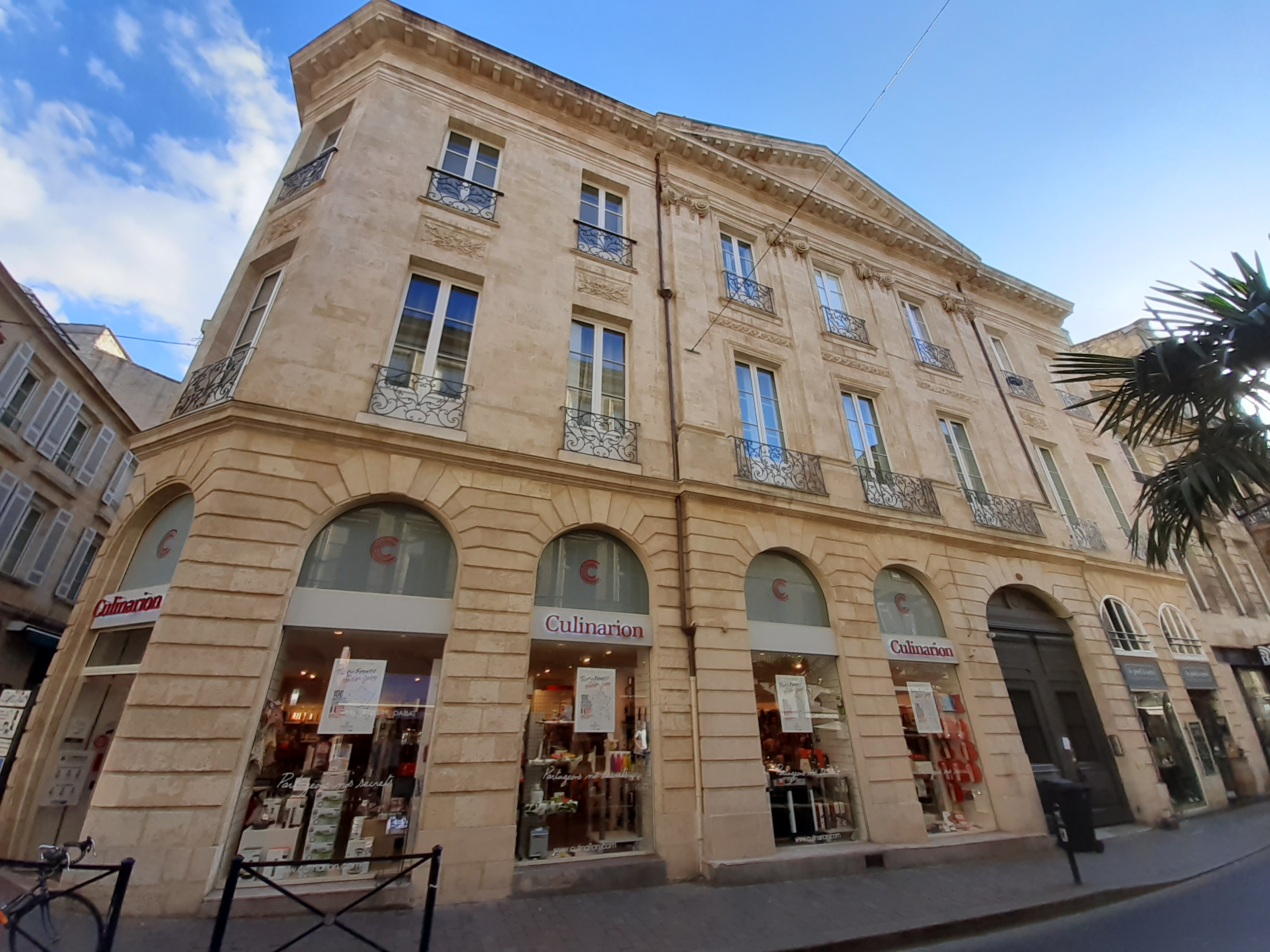
Hôtel Castelnau-d'Auros (1775).
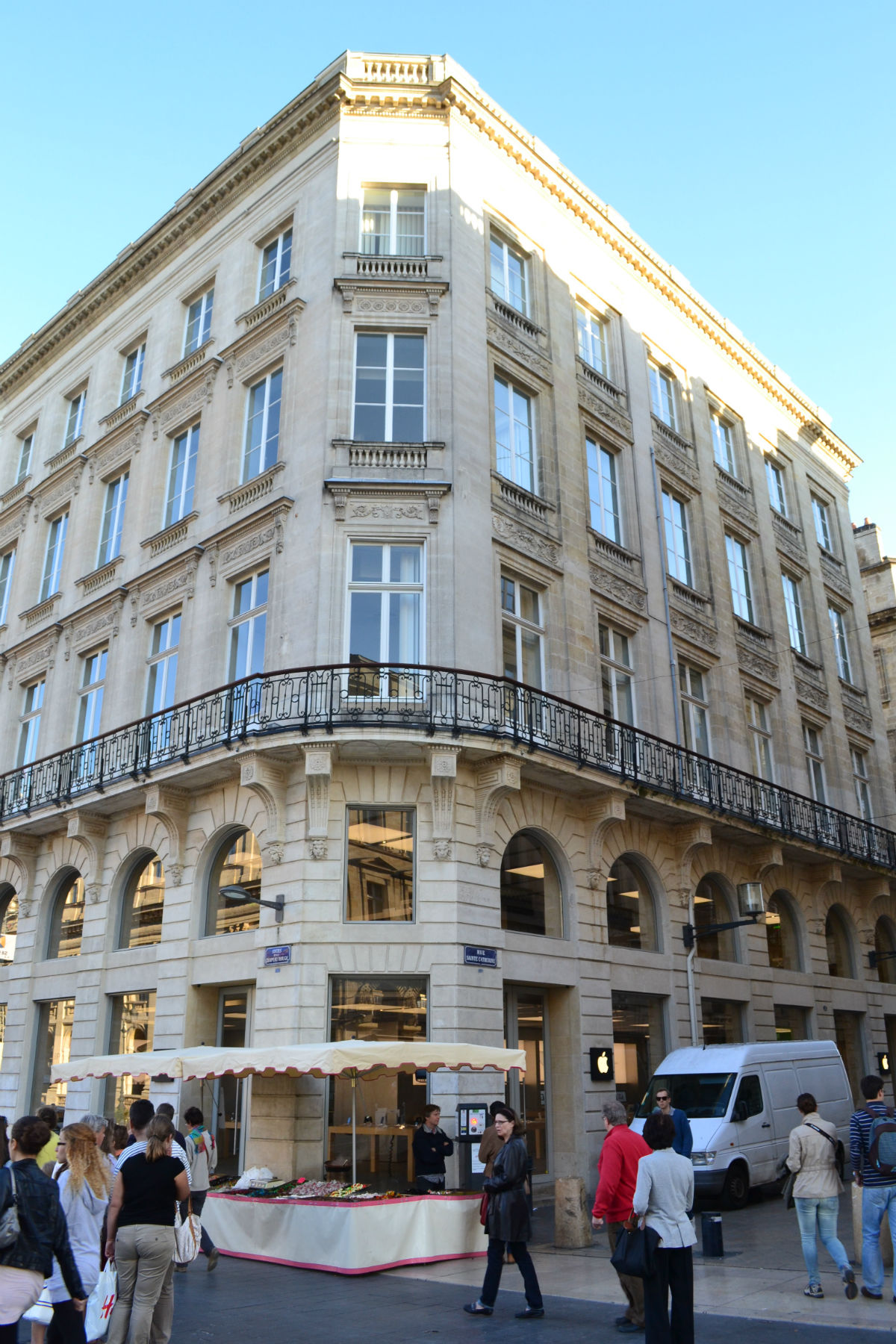
Hôtel Bonnaffé (1785).